# Улица Костикова
У́лица Ко́стикова — улица в центре Москвы на Пресне между улицами 1905 года и Сергея Макеева.

## Происхождение названия
Переименована в честь Героя Советского Союза и участника Великой Отечественной войны Юрия Николаевича Костикова (1927—1945), жившего на этой улице. До 1965 года — 5-я Звенигородская улица, по расположению поблизости от Звенигородского шоссе.

## Описание
Улица Костикова начинается от улицы 1905 года, проходит на запад, пересекает 2-ю Звенигородскую, затем слева к ней примыкает улица Анны Северьяновой, заканчивается на улице Сергея Макеева.

## Здания и сооружения
По нечётной стороне:
- Дом 3/1 — издательство «Налоги и отчётность»;

По чётной стороне: